# الأسماك المملحة

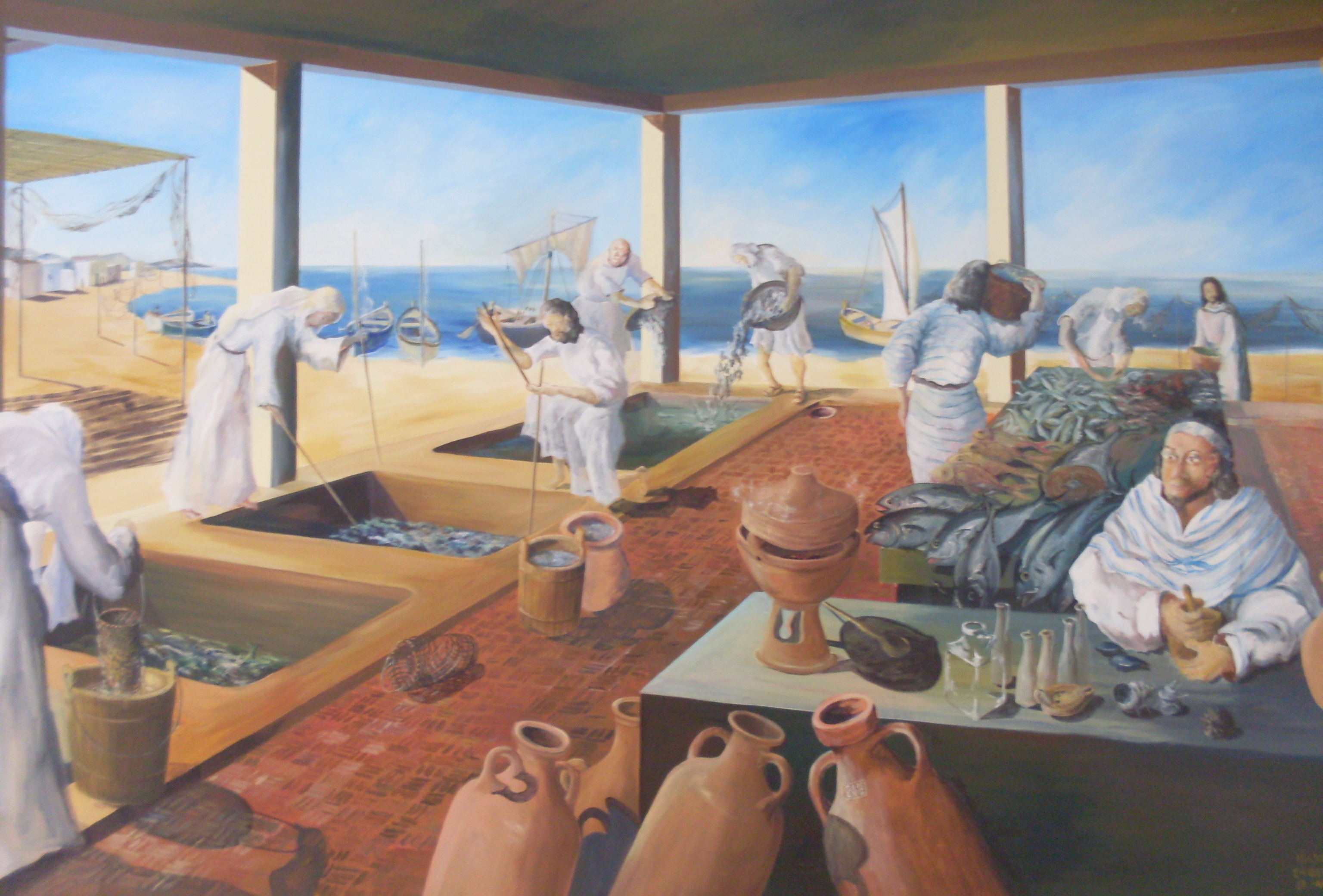
إعادة بناء مصنع التمليح الروماني في نيابوليس

الأسماك المملحة مثل الرنجة المبردة والمجففة والمملحة، هي أسماك يتم تجفيفها باستخدام الملح الجاف حتي يسهل حفظها وتعليبها واستخدامها في الأوقات اللاحقة. التمليح أوالتجفيف سواء عن طريق الملح العادي أو باستخدام المحاليل الملحية، كانت الطريقة الأوسع انتشارا لحفظ الاسماك في القرن التاسع عشر. وتعد هذه الاسماك أساسية في الأنظمة الغذائية في العديد من المناطق مثل منطقة البحر الكاريبي ، وشمال افريقيا، وجنوب شرق آسيا، وجنوب الصين، وإسكندينافيا، وكندا خاصة نيوفاوندلاند، وعلي السواحل الروسية، والقطب الشمالي .وهذا مثل عملية تجفيف وحفظ اللحوم التي تمدنا بالبروتين الحيواني المحفوظ خاصة في غياب التبريد .

## الكيفية

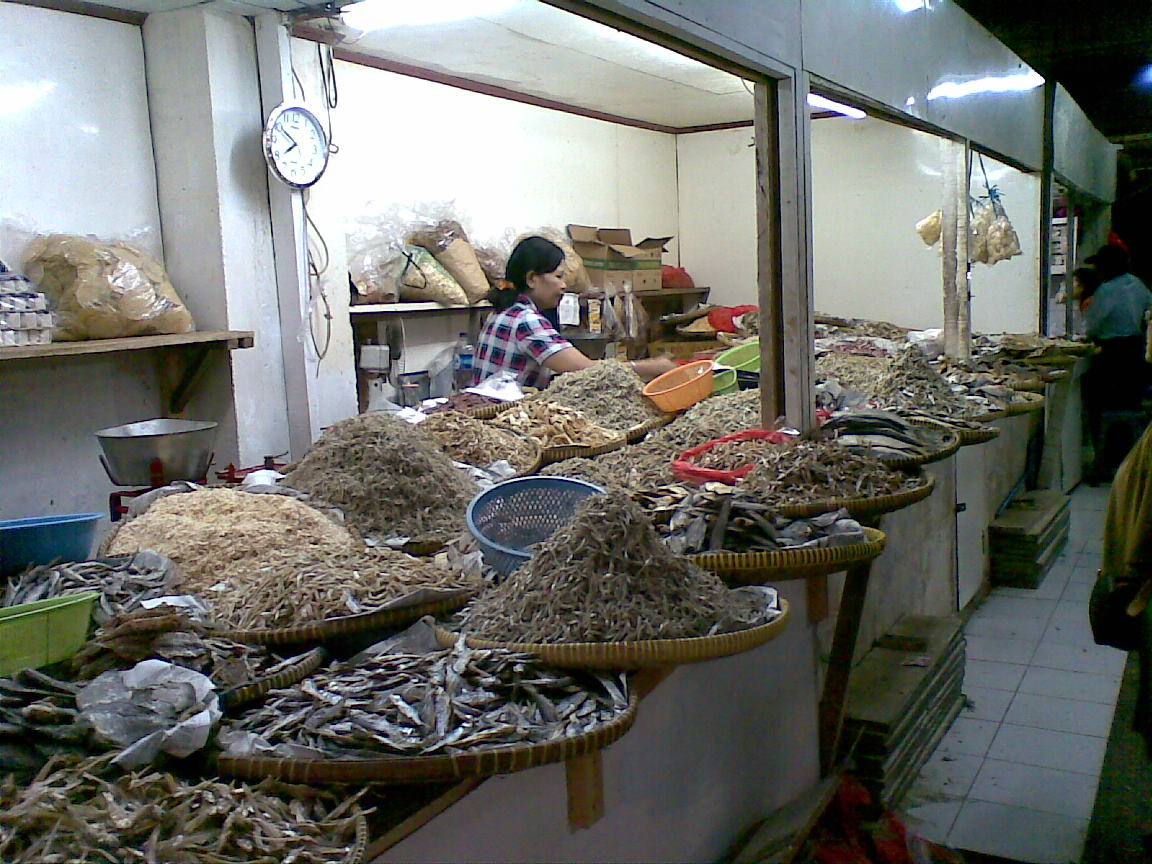
الأسماك المملحة المختلفة تباع في إحدي ضواحي جاكرتا ، إندونيسيا

التمليح هو عملية حفظ الغذاء بالملح الجاف الذي يصلح للتناول .  وهو متعلق بالتخليل (إعداد الطعام باستخدام المحاليل الملحية، مثل استخدام المياه المالحة)، و هي واحدة من أقدم طرق حفظ الغذاء.  يمنع الملح نمو الكائنات الدقيقة عن طريق سحب المياه من الخلايا الميكروبية من خلال التناضح. ويجب أن يصل تركيز الملح إلى 20 ٪ لقتل معظم أنواع البكتيريا غير المرغوب فيها. غالبا مايستخدم التدخين في عملية معالجة اللحوم، وإضافة المواد الكيميائية إلى سطح اللحم تقلل من تركيز الملح المطلوبة. يستخدم التمليح لأن معظم البكتيريا والفطريات والكائنات الحية التي تسبب الأمراض لا تستطيع البقاء في بيئة شديدة الملوحة بسبب طبيعة الملح المفرط التوتر فأي خلية حية في مثل هذه البيئة سوف تصبح مجففة من خلال التناضح وتموت أو تصبح معطلة عن ممارسة عملها مؤقتًا. يتم تعريف النشاط المائي ، aw ، في الأسماك على أنه نسبة ضغط بخار الماء في لحم السمك إلى ضغط بخار الماء النقي في نفس درجة الحرارة والضغط. وهو يتراوح ما بين 0 و 1 ، وهو مقياس يقيس مدى توفر الماء في لحم السمك .فالمياه المتاحة ضرورية للتفاعلات الميكروبية والإنزيمية المتضمنة في التلف.
هناك العديد من التقنيات التي تم استخدامها لربط المياه المتوفرة أو إزالتها عن طريق تقليل النشاط المائي aw . تستخدم عادة تقنيات مثل التجفيف والتمليح والتدخين، والتي استخدمت لآلاف السنين. أما في الآونة الأخيرة فقد تم إضافة التجفيف بالتجميد والمرطبات اللازمة للمياه والمعدات الإتوماتيكية بالكامل مع التحكم في درجة الحرارة والرطوبة، وفي كثير من الأحيان يتم استخدام مزيج من هذه التقنيات. 

## معرض الصور

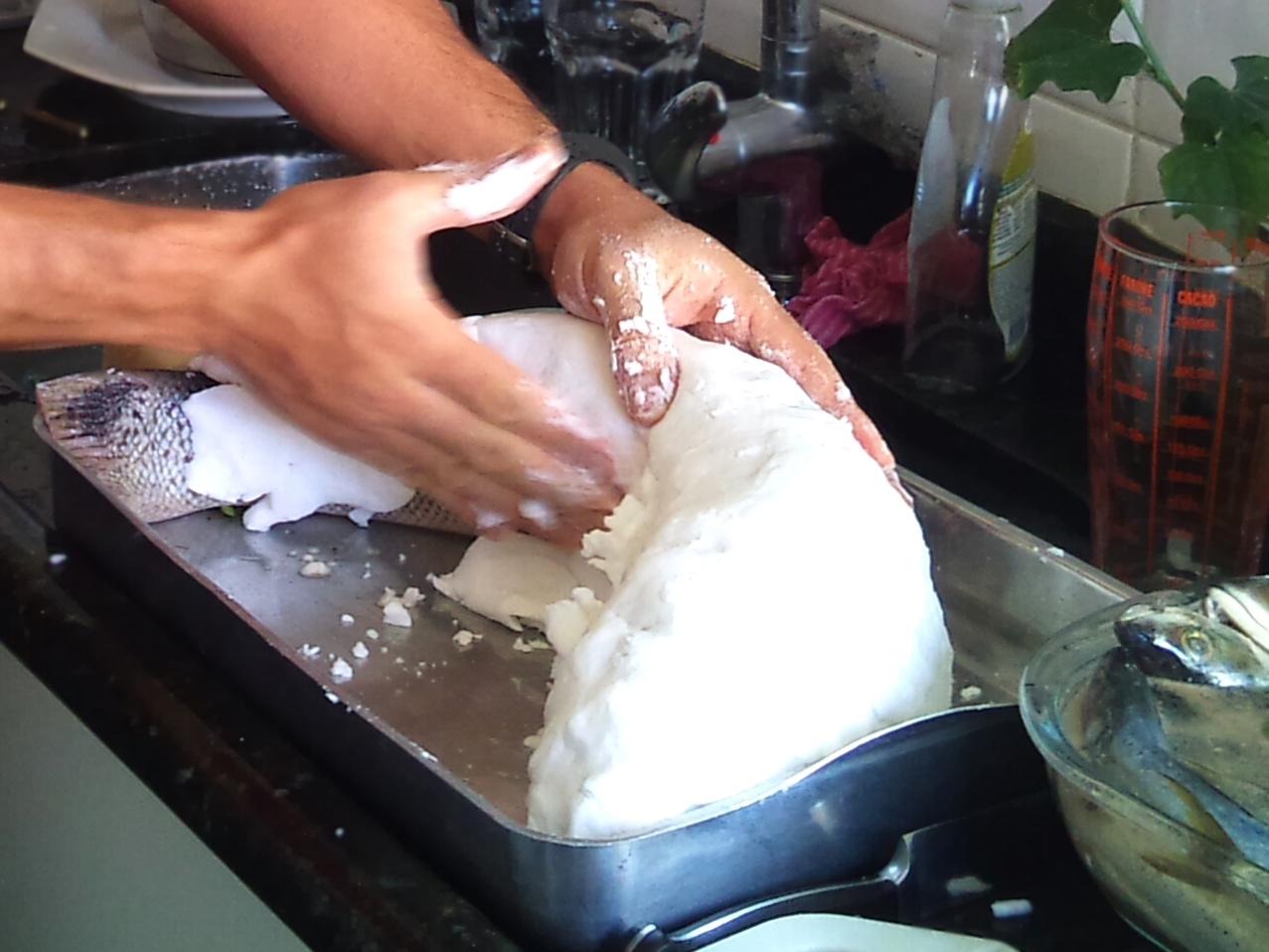
تغطية السمك بالملح

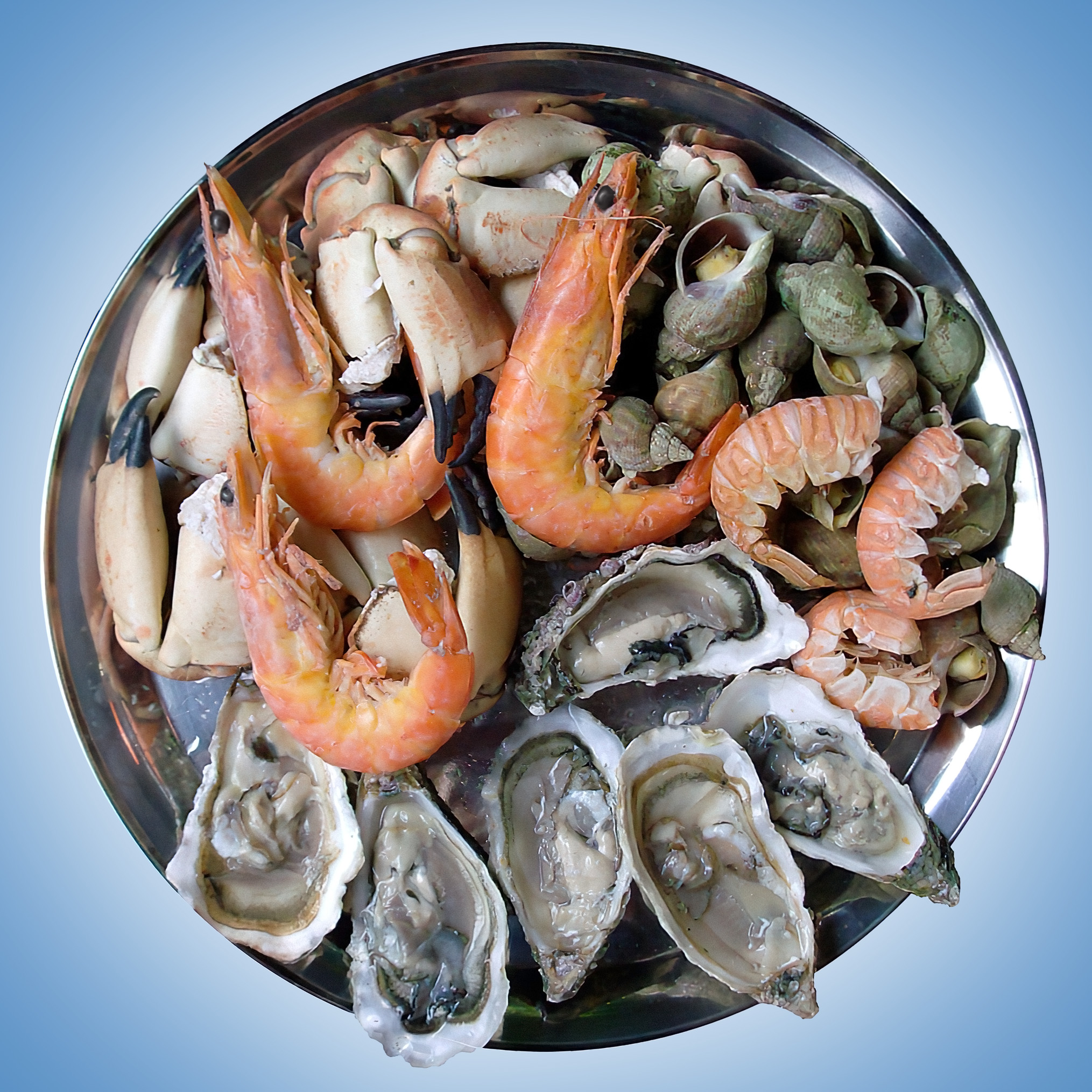
مكونات بويلابسه

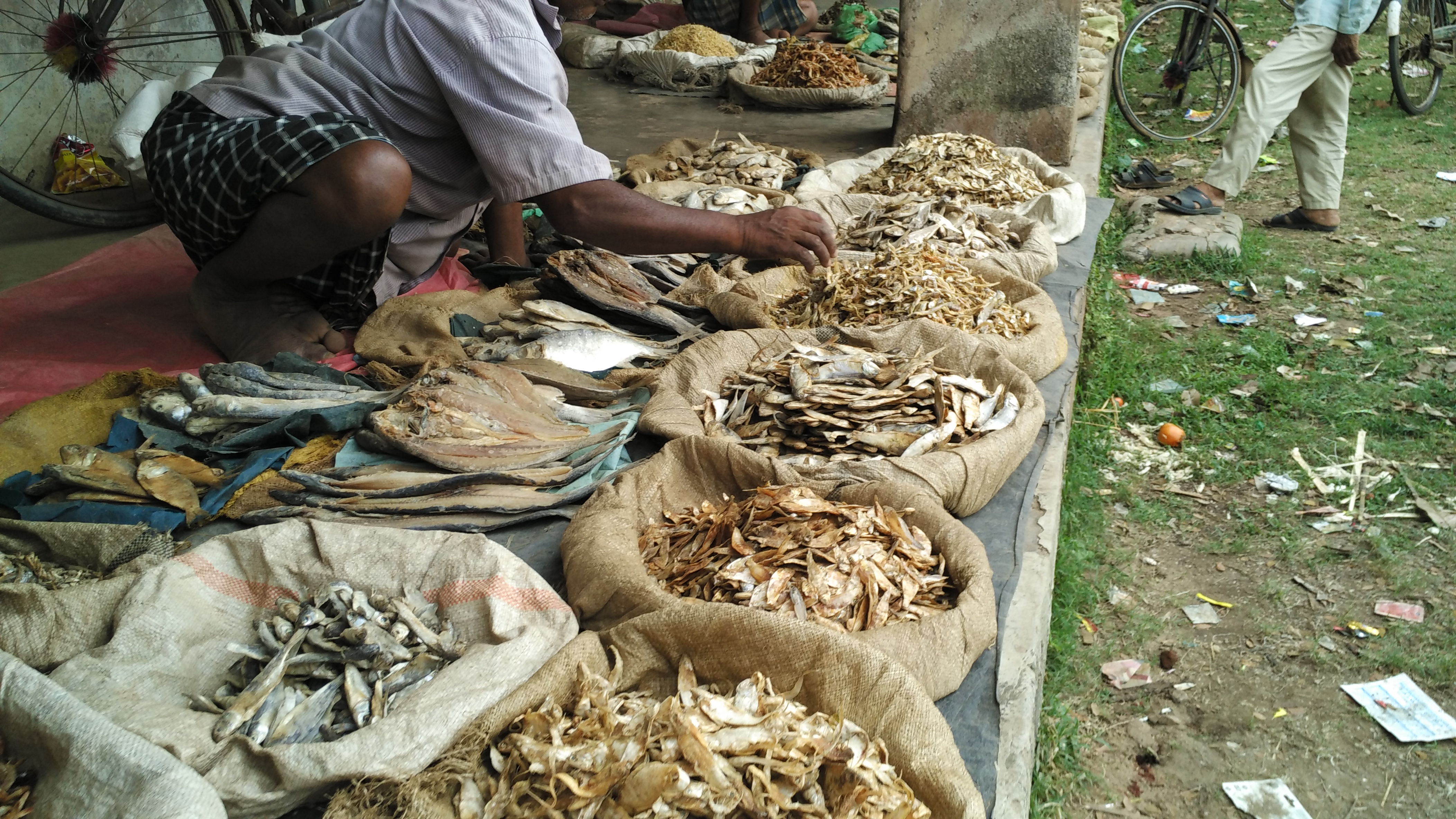
السمك المجفف في سوق أوديشا

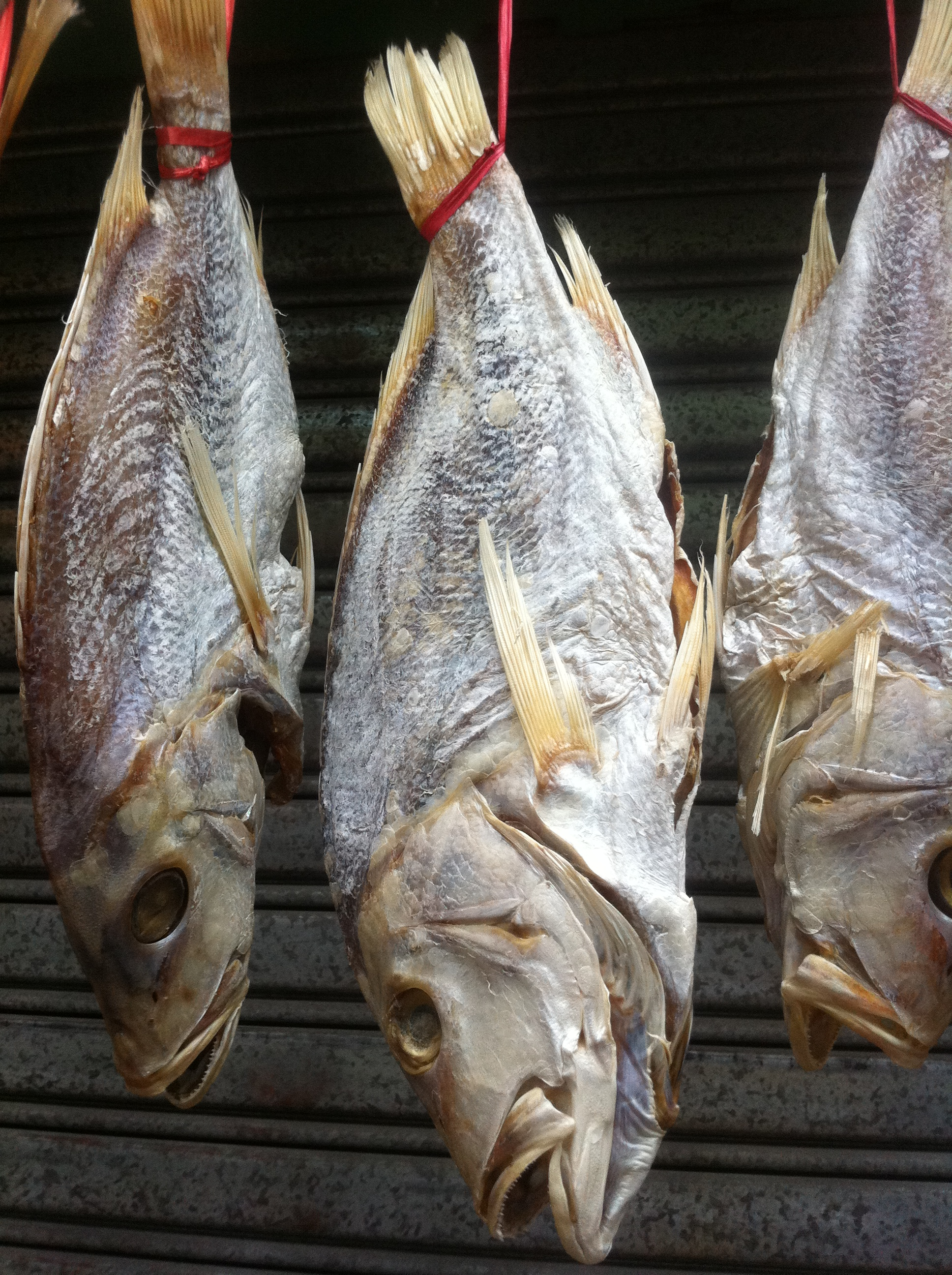
تباع الأسماك المجففة المملحة في أحد شوارع هونغ كونغ

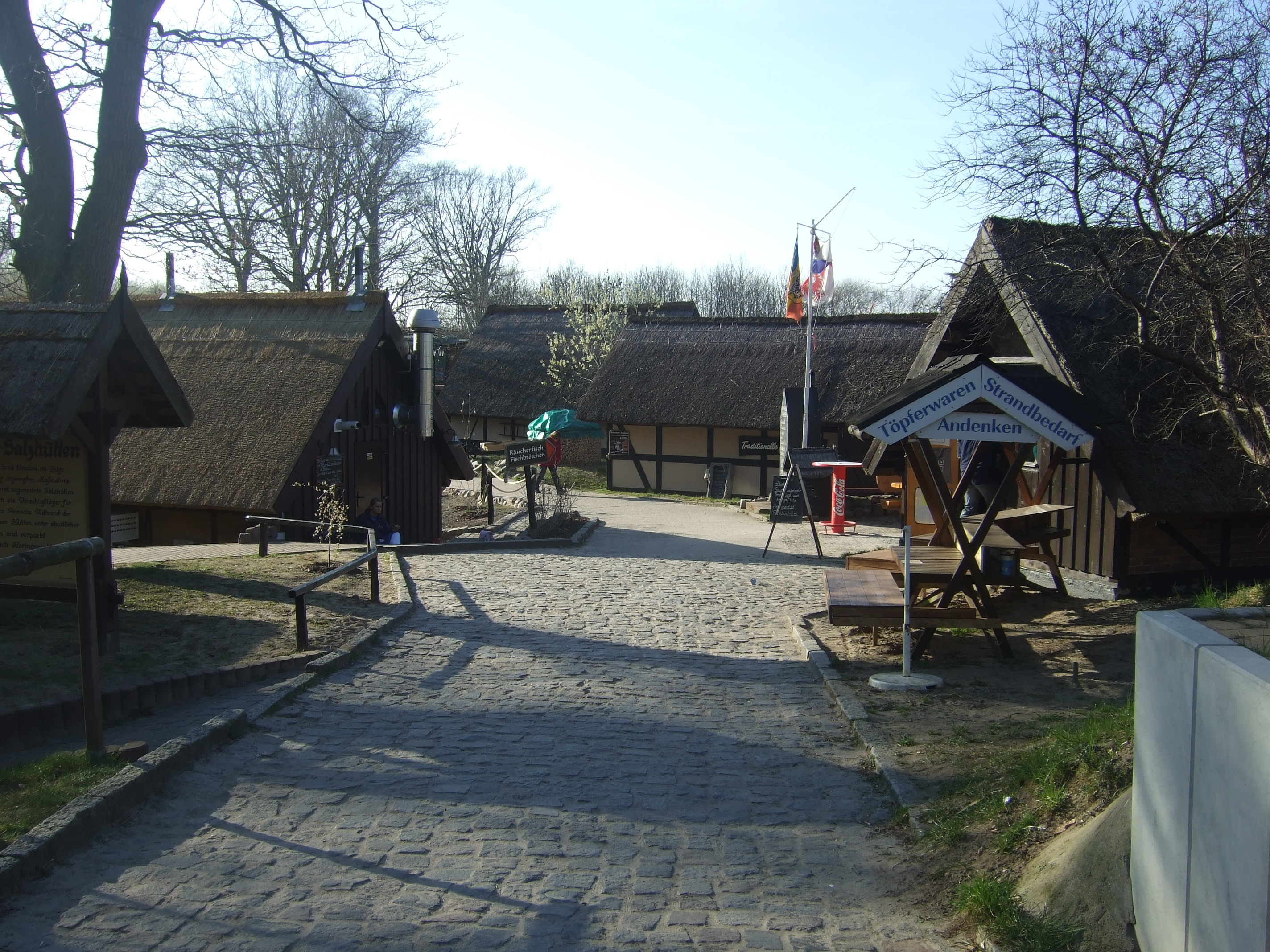
كابينة الملح وهي مبنى صغير الذي يوضع فيه السمك المملح ، في مدينة كوزيروف ، ألمانيا

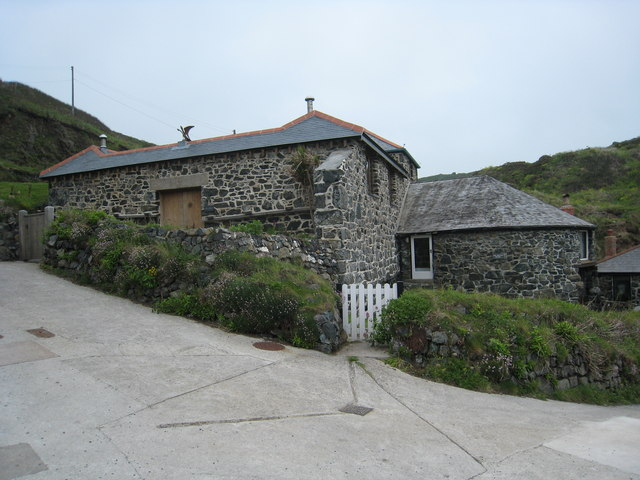
أقبية الأسماك في كنيسة الكهوف ، إنجلترا ، تستخدم للضغط على البساتين المملحة في البراميل للتخزين والتصدير إلى القارة

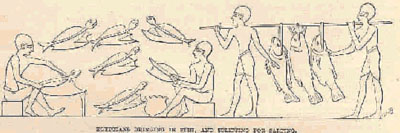
المصريون يجلبون الأسماك ويفصلونها للتمليح

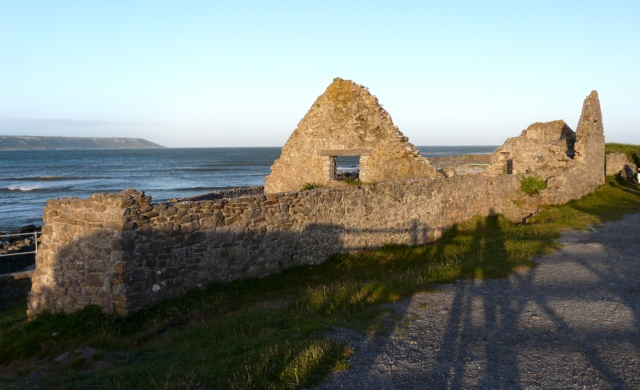
تم غلى مياه البحر من ميناء إينا (بيت الملح) لاستخراج الملح للحفاظ على الأسماك

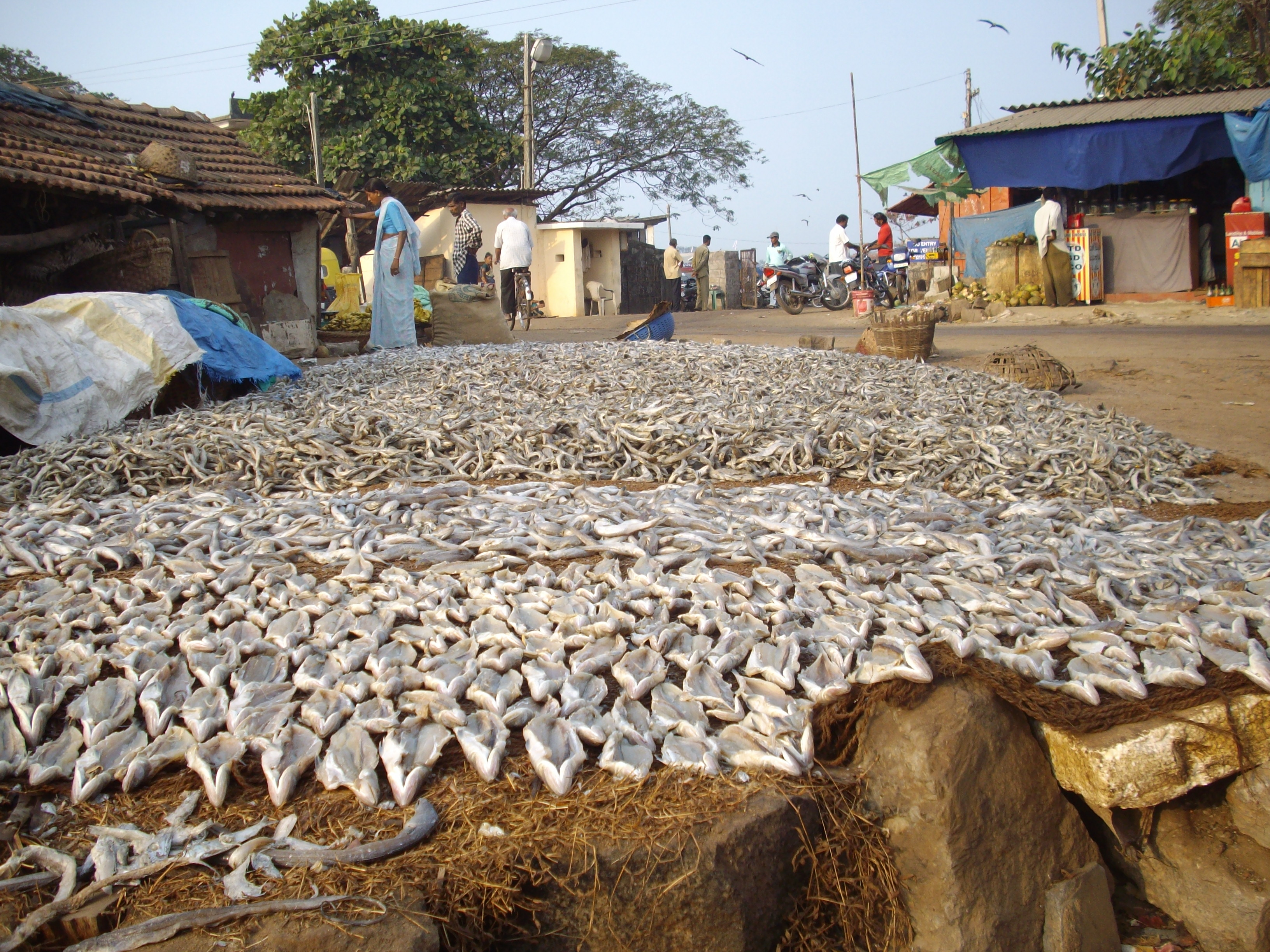
جفيف الأسماك المملحة في مالبي هاربور

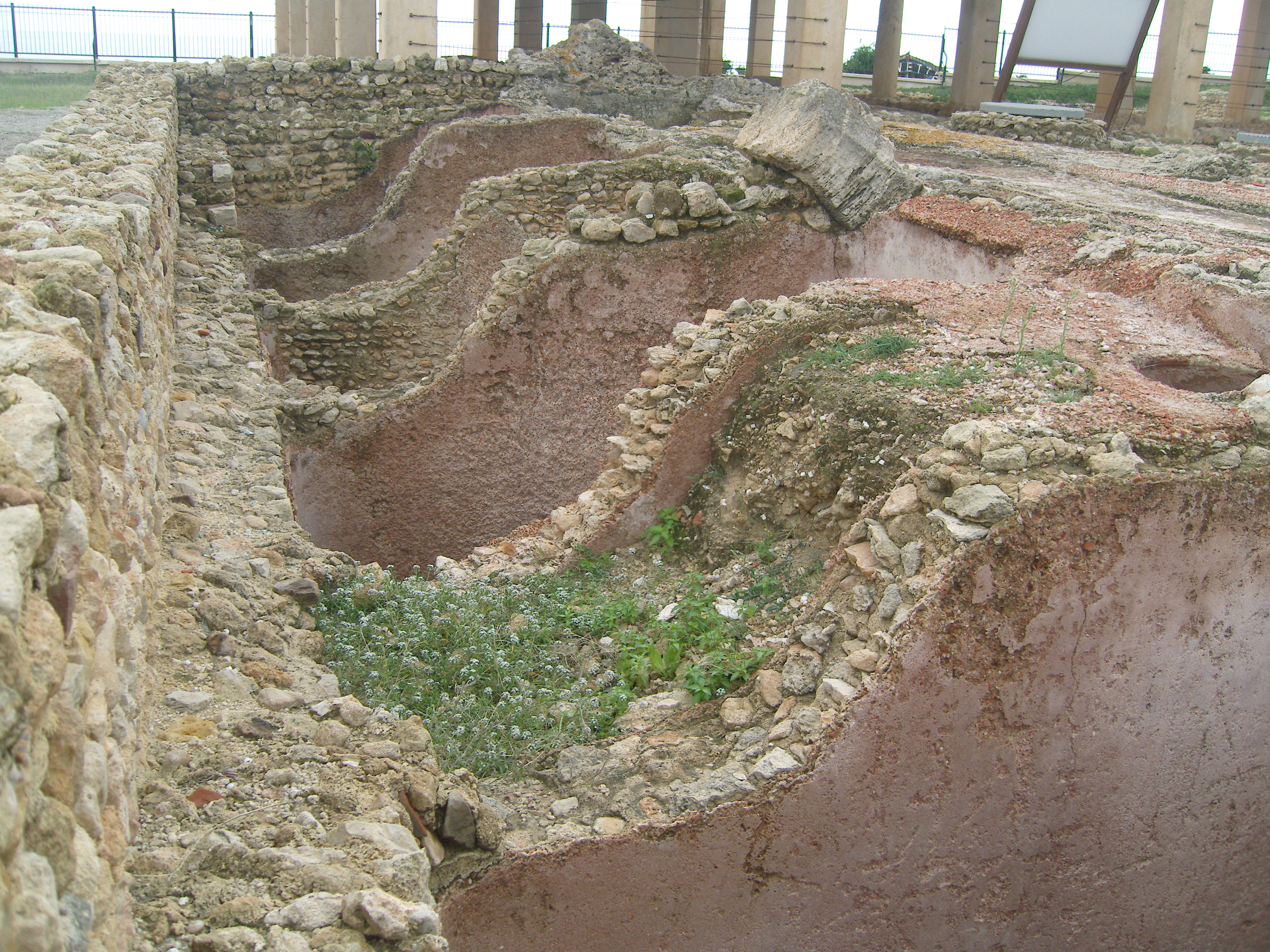
بقايا مصنع تمليح الأسماك الروماني في نيابوليس

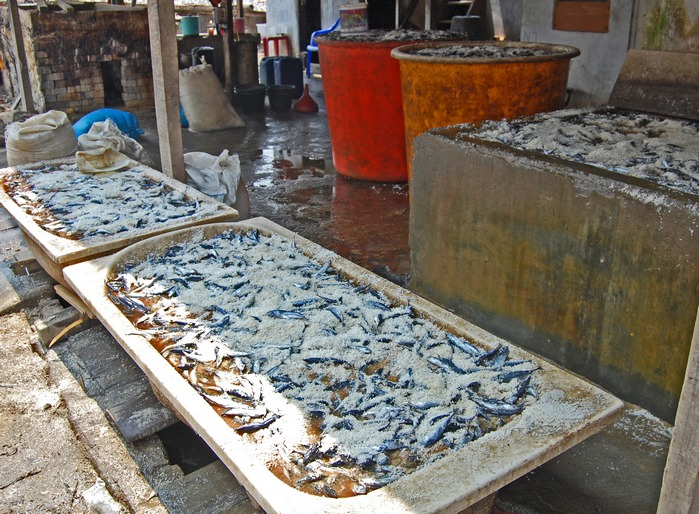
غمس الأسماك في الملح في مدينة جاكرتا

1. 1 2  "National Center for Home Food Preservation | NCHFP Publications". www.uga.edu (بالإنجليزية). Archived from the original on 2011-10-15. Retrieved 2018-09-05.
2. ↑  "FAO Fisheries & Aquaculture - Utilization and trade". www.fao.org (بالإنجليزية). Archived from the original on 2016-02-03. Retrieved 2018-09-05.